# Bloedarend

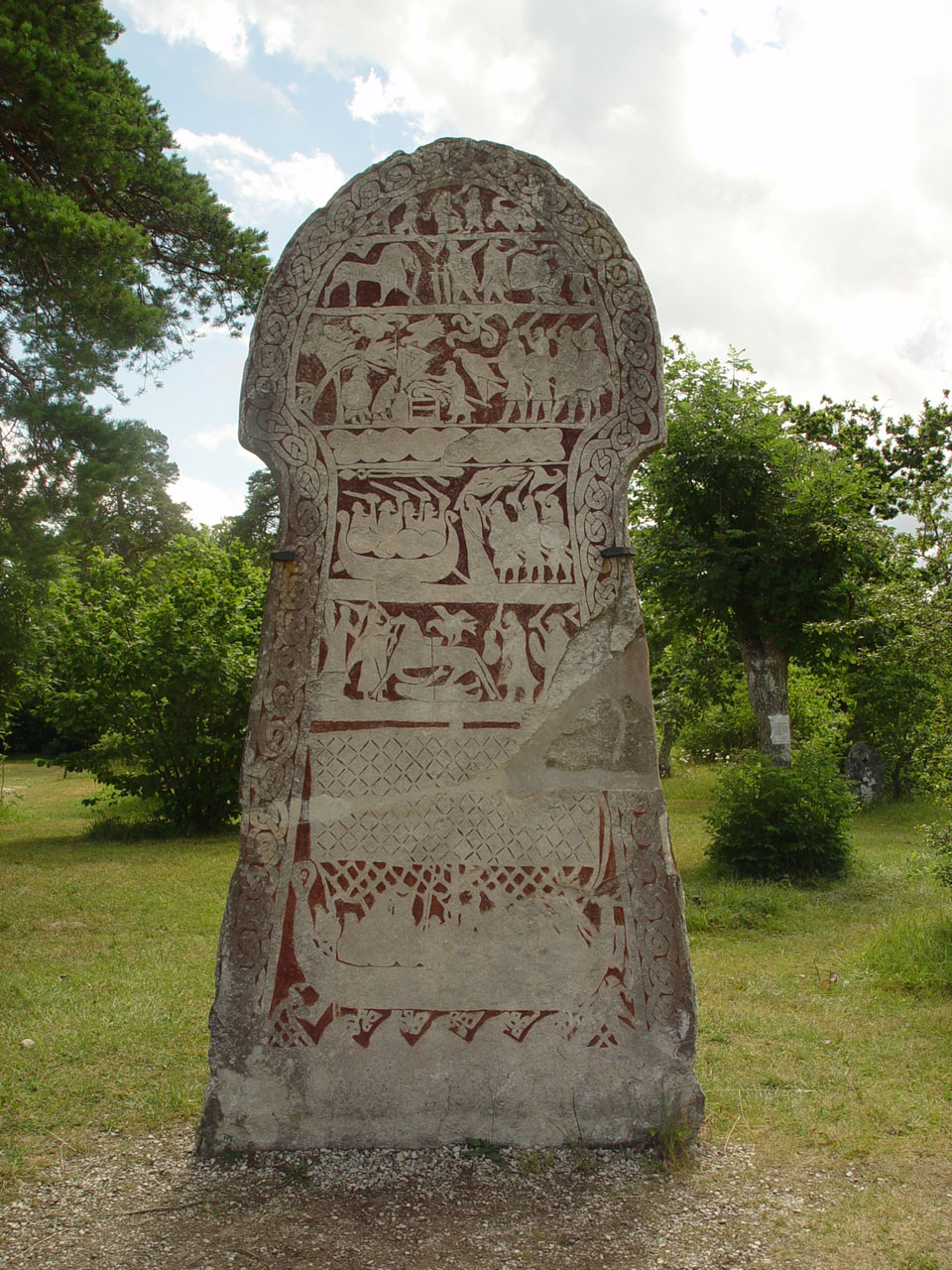
De steen van Stora Hammar

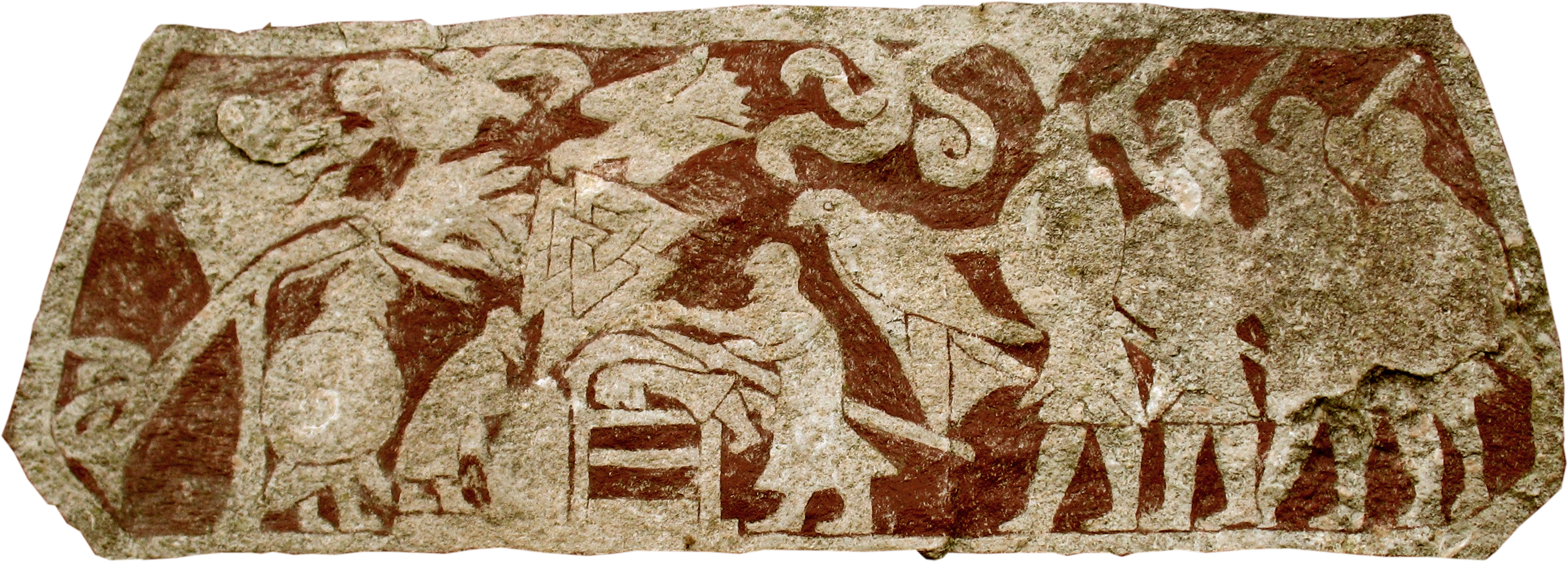
Detail van de steen

De bloedarend (Oudnoords: blóðörn) was een rituele vorm van executie, beschreven in de Vikingensages. Het is niet zeker of dit ritueel ooit is uitgevoerd.
Volgens deze beschrijvingen werden vooraanstaande gevangenen op een speciale wijze aan de goden geofferd. De veroordeelde werd met het gezicht naar beneden aan de grond vastgepind, waarna met een paar ferme halen de achterste ribben van de ribbenkast ter weerszijden van de wervelkolom los werden gesneden. De ribben werden vervolgens opzij geklapt, en de longen werden uit de borstkas getrokken en over de schouders gelegd. Op deze wijze leek het alsof het slachtoffer, dat ondertussen pijnlijk door verstikking om het leven kwam, vleugels gekregen had als een arend, waarmee zijn geest naar Odin kon vliegen. Waarschijnlijk wordt er op de Steen van Stora Hammar een bloedarendritueel afgebeeld.
Volgens de oude Noordse skaldengedichten waren slachtoffers van dit bloedig ritueel onder meer koning Ælle II van Northumbria (in 867), Halvdan Hålegg, een zoon van Harald I van Noorwegen, de Engelse koning Edmund de Martelaar (in 869 of 870), koning Mælguali van Munster (Zuidwest Ierland) omstreeks 859 en waarschijnlijk aartsbisschop Ælfheah (in 1012).
Het ritueel wordt in sommige saga's in meer of mindere mate beschreven, zoals in de (in het Engels vertaalde) Orkneyinga saga:
"Next morning when it was light they went to look for runagate men among the isles if any had got away; and each was slain on the spot as he stood. Then earl Einar took to saying these words: "I know not what I see in Rinansey, sometimes it lifts itself up, but sometimes it lays itself down, that is either a bird or a man, and we will go to it." There they found Halfdan Long-leg, and Einar made them carve an eagle on his back with a sword, and cut the ribs all from the backbone, and draw the lungs there out, and gave him to Odin for the victory he had won."
In het Nederlands:
"De volgende morgen als het licht was gingen ze kijken naar weglopende mannen tussen de eilanden als er al waren weggekomen; en elk werd ter plaatse doodgeslagen. Dan zei graaf Einar de woorden: "Ik weet niet wat ik zie in Rinansey, soms verheft het zichzelf, maar soms legt het zich neer, dat is ofwel een vogel of een mens en we zullen dat zo doen." Daar vonden ze Halvdan Langbeen en Einar deed ze met een zwaard een arend kerven in zijn rug en al de ribben van de wervelkolom snijden en de longen uittrekken en hem te offeren aan Odin voor de overwinning die hij had gewonnen."
In Norna-Gests Þáttur wordt het ritueel als volgt beschreven (Oudnoords):
Var þá um þat talat, hvern dauða Lyngvi skyldi hafa. Reginn lagði þat til ráðs, at rísta skyldi blóðörn á baki honum. Tók Reginn þá við sverði sínu af mér ok reist með því bak Lyngva, svá at hann skar rifin frá hryggnum ok dró þar út lungun. Svá dó Lyngvi með mikilli hreysti. Þá kvað Reginn:
"Nú er blóðugr örn
breiðum hjörvi
bana Sigmunduar
á baki ristinn."
In het Nederlands betekent dat:
Er vond overleg plaats hoe Lyngvi ter dood te brengen. Reginn stelde voor een bloedarend in zijn rug te snijden. Reginn nam toen zijn zwaard van mij en sneed in Lyngvi's rug totdat de ribben van achter waren doorgesneden. Hij trok de longen eruit. Zo stierf Lyngvi met grote heldhaftigheid. Toen zei Reginn:
"Nu is de bloedarend
met een breed zwaard
bij de moordenaar van Sigmund
in zijn rug gesneden."
In een kroniek wordt beschreven hoe koning Ælle II van Northumbria door de Vikingleider Ivar de Beenloze werd omgebracht:
They caused the bloody eagle to be carved on the back of Ælla, and they cut away all of the ribs from the spine, and then they ripped out his lungs.
Ze deden een bloedarend kerven in de rug van Aella en dan sneden ze alle ribben los van de wervelkolom en dan rukten ze zijn longen eruit.
In de Angelsaksische Kroniek staat dat beide koningen ter plaatse stierven.
Er bestaat gerede twijfel of dit op slechts enkele plaatsen summier beschreven of aangeduide ritueel ooit uitgevoerd is. Het is heel goed mogelijk dat dergelijke stukken tekst niet letterlijk, maar overdrachtelijk benaderd moeten worden. Andere bronnen zoals de Angelsaksische Kroniek vermelden andere omstandigheden van dood en vermelden de bloedarend niet.